# Shebaquía
La sh'bakía o shebaquía (en árabe, شّباكيّة shbākīa; en bereber, ⵛⴻⴱⴱⴰⵇⵢⴰ; en francés, chebakia) en Marruecos; griwesh (en árabe, كريوش; en francés, griouech) en Argelia; o chubarquía en Ceuta y Melilla es un popular dulce típico de la repostería magrebí, que se elabora con una masa cortada en tiras y dobladas en forma de flor, frita en aceite hasta estar dorada e inmediatamente se bañan en miel caliente por varios minutos. De esta manera tienen un aspecto brillante, moreno como el ámbar y muy dulce. Frecuentemente se aromatiza con anís, canela, azafrán, agua de azahar, etc. y se recubren con semillas de sésamo. Las shbaquías se preparan en grandes cantidades al inicio del ramadán, y se consumen (y regalan a seres queridos) durante el iftar. Durante este mes, es típico servir shbaquías en cafés y restaurantes, y también se venden en la calle.

## Etimología

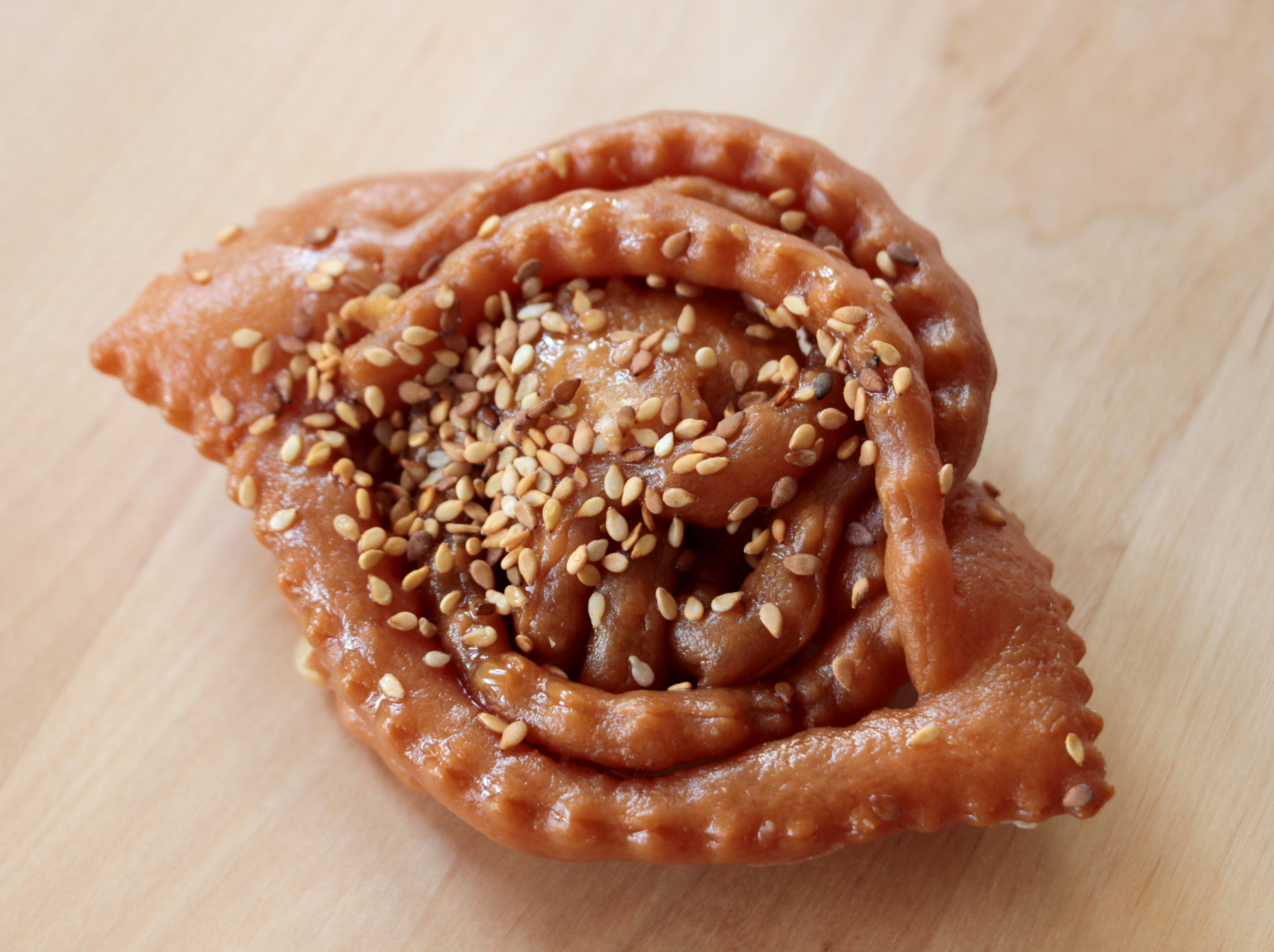
Griwech, griouech o griwèche.

«Shebaquía» proviene de la raíz ش ب ك, que quiere decir 'entrelazar', debido a la forma en que las tiras de masa son torcidas. Según el lugar, reciben nombres diferentes; en Rabat, se denominan mjarqa, en Fez se llaman griwesh, mientras que en Salé se llaman el qli, y en Uezán se llama el hlu. En el norte de Marruecos, es más común el nombre de kwilech. En Argelia, predomina el nombre de griwesh. El término usado en España, especialmente en Ceuta y Melilla es «chubarquía», castellanización. 

## Historia
Aunque en la actualidad, la shbaquía es un dulce imprescindible de la repostería de Marruecos, su origen se remonta a la llegada de cientos de andalusíes (musulmanes, pero también judíos sefarditas) que fueron expulsados de la península ibérica tras la Reconquista. La repostería andaluza también tiene predilección por las masas dulces fritas, así como la gastronomía sefardí. 
En última instancia, la técnica de freír masas y bañarlas en miel fue traída por familias árabes y otomanas desde el Oriente Medio cuando migraron hacia poniente, por lo que la shbaquía comparte muchas similitudes con recetas orientales como el yalebi y el yaangiri de India y Pakistán, o la زلابية zellabia árabe. Por ejemplo, se sabe que las zellabias eran una de los postres predilectos de Abu Nasr Saad, el rey de la Granada nazarita.

## Preparación
En un cuenco, se mezclan el sésamo molido, la harina, la canela molida, el anís molido, la sal, la levadura, el mástique (almáciga) y la levadura. También los ingredientes líquidos: el vinagre, la mantequilla derretida y la yema de huevo.
A continuación se pasa a amasar hasta hacer una pasta, y se divide en bolas que posteriormente se siguen amasando y se cortan en tiras o cuadros. Hay diferentes maneras de doblar la masa. Cuando ya se tienen todas las pastas, se fríen en abundante aceite, se sacan de la freidora sin escurrir y se ponen en una olla con miel o almíbar muy espeso y caliente para que se empapen bien, cuanto más jugosas queden mejor. Finalmente, se le añaden semillas de sésamo al gusto. 
Se suele acompañar de té a la menta (atay).